# 竹谷英子
竹谷 英子（たけや えいこ）は、日本のフリーアナウンサー、司会者、DJ、タレントプロデューサー、実業家。悪役商会（法人登記名:株式会社 ハワード）代表取締役。北海道留萌市出身。年齢非公表。
妹が居る。長男は、ゲームライターのゲイムマンこと府元晶。

## 人物
北海道大学教育学部卒業。札幌テレビ放送（STV）を経て、フリーアナウンサーとなる。
『走れ!歌謡曲』（文化放送）、『ラジオでこんばんわ』（TBSラジオ）などラジオDJ・パーソナリティとして活躍した後、1979年より東京12チャンネル（のちのテレビ東京）『おはようスタジオ』の司会を担当。
タレントとしての仕事からプロデュース業や広告の仕事にシフト、悪役俳優集団・悪役商会のプロデュースで再度名前が見られるようになる。
CDアルバム「想い出の司会付 カラオケ大全集」（キングレコード）のナレーションを担当。

## 参考資料
- 『週刊読売』1980年6月8日号（読売新聞社発行）
- 『笑芸人』Vol.3（2000秋号。『白夜ムック』No.79。2000年11月7日、白夜書房発行）ISBN 4893676709
- TBS50年史（2002年1月、東京放送編・発行）…国立国会図書館の所蔵情報
  - 資料編
  - 付録DVD-ROM『ハイブリッド検索編』
    - ラジオ番組データベース
      - データカード『ラジオでこんばんは』